# 20070 Koichiyuko
20070 Koichiyuko è un asteroide della fascia principale. Scoperto nel 1993, presenta un'orbita caratterizzata da un semiasse maggiore pari a 2,2724897 UA e da un'eccentricità di 0,2171026, inclinata di 7,16309° rispetto all'eclittica.